# علی حسنی
علی حسنی اقتصاددان و نماینده پیشین حوزه انتخابیه حوزه انتخابیه اراک، کمیجان و خنداب در دوره ششم مجلس شورای اسلامی بوده‌است.

## تحصیلات
علی حسنی دانش‌آموخته کارشناسی ریاضیات محض دانشگاه اراک،
کارشناسی ارشد اقتصاد دانشگاه علامه طباطبایی، دکترا اقتصاد (برنامه نویسی) دانشگاه ملی مالزی است.

## جستارهای پیوسته
- دوره ششم مجلس شورای اسلامی
- نامه جام زهر